# 阿玉雙蓋蕨
阿玉雙蓋蕨（学名：Diplazium agyokuense）为蹄蓋蕨科雙蓋蕨屬下的一个种。

## 扩展阅读
- 維基物種上的相關：阿玉雙蓋蕨